# Johanna Magdalena Schmidt

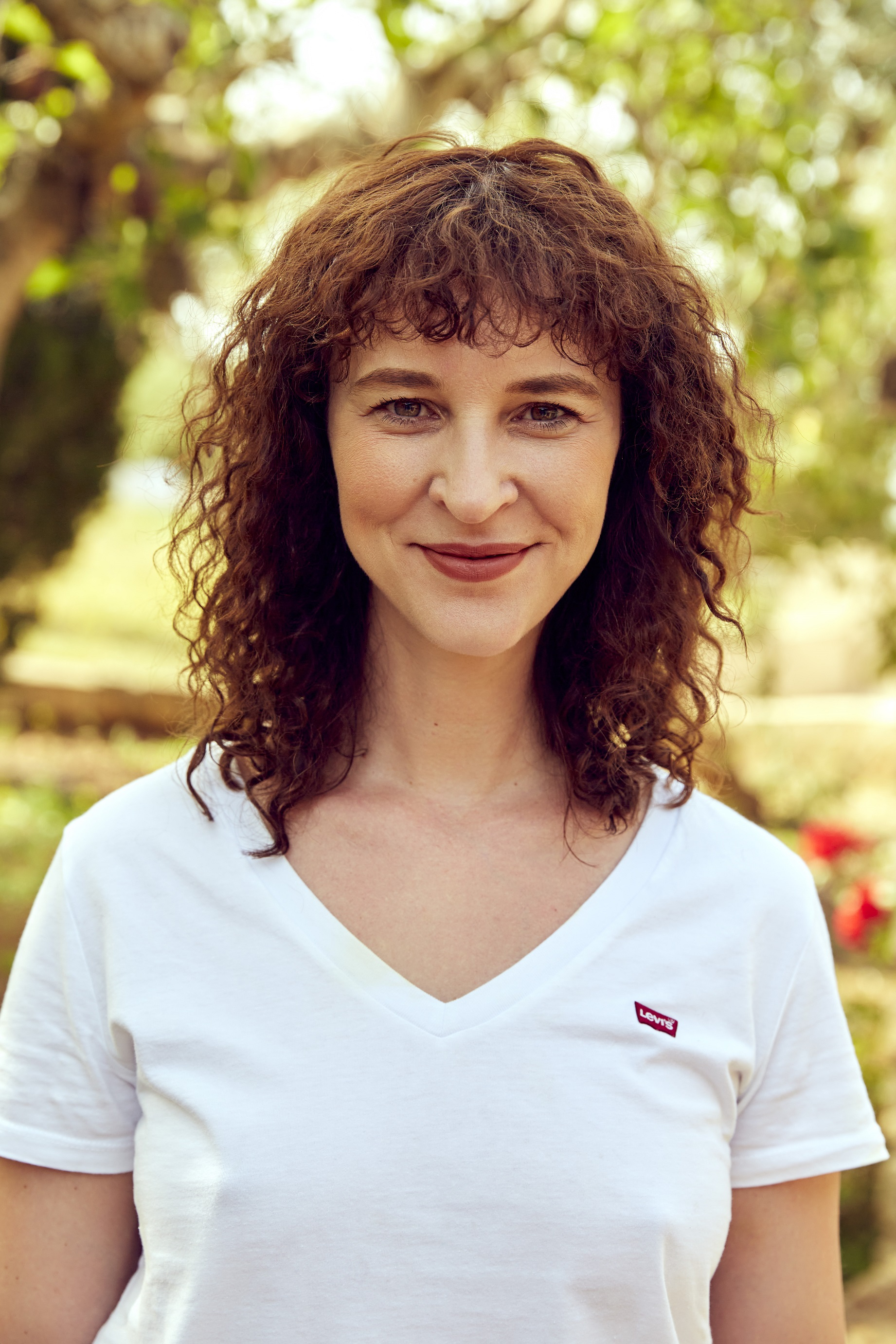
Johanna Magdalena Schmidt

Johanna Magdalena Schmidt (* 1980 in Meiningen) ist eine deutsche Drehbuchautorin, Regisseurin und Schauspielerin. Sie lebt und arbeitet in Hamburg und Berlin.

## Werdegang
Johanna Magdalena Schmidt absolvierte von 2007 bis 2010 ein Schauspielstudium an der Berliner Schule für Schauspiel. Seit 2000 arbeitet sie bei verschiedenen Radiostationen, Fernsehsendern und Hörspielproduktionen als freie Autorin und Regisseurin, nach Abschluss der Schauspielschule deutschlandweit auch als Schauspielerin und Sprecherin.
Schmidt schreibt Synchrondialogbücher u. a. für Netflix, Disney und Amazon, sowie seit 2 Jahren die Hörspielreihen „Eiskalt“ und „Morden im Norden“. Parallel dazu verfasst und produziert sie eigene TrueCrime Livehörspiele wie „Großmann - die Bestie von Berlin“.

## Filmografie (Auswahl)

### Drehbuch
- 2018: Der Feind
- 2019: Großmann, die Bestie von Berlin
- 2020: Die Frau mit den Pralinen
- 2020: Dark Berlin
- 2020: Keine Zeit für Piccolo
- 2021: Robin Honk
- 2021: Einmal Talk mit alles
- 2022: Was sonst niemand sieht
- 2022: Alpakaka
- 2022: Und es war dunkel

### Regie
- 2018: Der Feind
- 2019: Großmann, die Bestie von Berlin
- 2021: Einmal Talk mit alles
- 2022: Was sonst niemand sieht (12 Folgen Geschichten eines echten Tatortreinigers)
- 2022: Alpakaka
- 2022: Liebe und Sex in... ZDF Info